# Angustibracon maculiabdominis
Angustibracon maculiabdominis är en stekelart som beskrevs av Zhou och You 1992. Angustibracon maculiabdominis ingår i släktet Angustibracon och familjen bracksteklar. Inga underarter finns listade i Catalogue of Life.